# بیدکرپه سفلی
بیدکرپه سفلی، روستایی از توابع بخش زند شهرستان ملایر در استان همدان ایران است.

## جمعیت
این روستا در دهستان کمازان سفلی قرار دارد و براساس سرشماری مرکز آمار ایران در سال ۱۳۸۵، جمعیت آن ۶۹ نفر (۲۴خانوار) بوده‌است.